# Lucien Bianchi
Lucien Bianchi, nato Luciano Bianchi (Milano, 10 novembre 1934 – Le Mans, 30 marzo 1969), è stato un pilota automobilistico e copilota di rally italiano naturalizzato belga, vincitore della 24 Ore di Le Mans nel 1968.

## Biografia
Il milanese Luciano Bianchi si trasferì in Belgio da bambino con il padre che era un meccanico nelle competizioni automobilistiche.
Esordì in gara all'Alpine Rally nel 1951 per poi vincere il Tour de France grazie alla sua Ferrari 250 GT Berlinetta Tour de France nel 1957, 1958 e 1959 così come la Paris 1000.
A partire dal 1960 cominciò a gareggiare saltuariamente anche in Formula 1.
Nel 1962 prese possesso di una Ferrari 250 GTO (numero telaio 3527 GT) con la quale partecipò al Tour de France  classificandosi al settimo posto.
Trionfò nuovamente al Tour de France nel 1964, in coppia con Georges Berger, sempre a bordo di una Ferrari 250 GTO (numero telaio 4153 GT).
Vinse la "Le Mans" del 1968 in coppia con Pedro Rodríguez de la Vega conducendo una Ford GT40 Mk.I della squadra inglese J.W. Automotive Engineering Ltd.
Morì in un incidente sul circuito di Le Mans nel 1969 durante le prove della 24 ore, la sua Alfa Romeo T33 uscì di pista, colpì un palo del telegrafo e prese fuoco.
Bianchi verrà poi sepolto nel cimitero di Woluwe-Saint-Pierre vicino a Bruxelles in Belgio.

## Attività sportiva
Le vittorie più prestigiose dell'italo-belga Lucien Bianchi furono la 12 Ore di Sebring del 1962 in coppia con Jo Bonnier e la 24 Ore di Le Mans del 1968 con Pedro Rodríguez al volante di una Ford GT40, ma gareggiò anche con vetture turismo e nei rally.
Proprio nei rally è famosa la sua collaborazione con la scuderia Citroën, al comando delle DS ottenne molte vittorie e moltissimi piazzamenti in classe turismo, partecipando anche alle mitiche maratone anni 1960 quali Liegi-Sofia-Liegi e Londra-Sydney: particolarmente sfortunata fu l'edizione del 1968 durante la quale fu in testa fino a quando, a 7 chilometri dal traguardo, dovette abbandonare a causa dello scontro con una vettura non partecipante alla corsa.
Nel 1968 ritornò in Formula 1 con la squadra Cooper, ottenendo il suo primo podio, ma rimase ucciso all'inizio dell'anno successivo sul circuito di Le Mans.

## Parentela
Suo pronipote era Jules Bianchi, anche lui pilota di Formula 1, deceduto nel 2015 per le conseguenze di un incidente occorsogli al Gran Premio del Giappone 2014. Lucien Bianchi è anche il fratello maggiore di Daniela Bianchi in Floris, Laura Bianchi in Corridori e di Mauro Bianchi (nonno paterno di Jules), anch'egli pilota automobilistico, che chiuse la propria carriera in seguito all'incidente mortale di Lucien.

## Risultati in Formula 1
| 1959 | Scuderia               | Vettura    |    |  |  |  |  |  |  |  |  |  |  |  | Punti | Pos. |
| ---- | ---------------------- | ---------- | -- |  |  |  |  |  |  |  |  |  |  |  | ----- | ---- |
| 1959 | Equipe Nationale Belge | Cooper T51 | NQ |  |  |  |  |  |  |  |  |  |  |  | 0     |      |

| 1960 | Scuderia       | Vettura          |  |  |  |  |   |     |     |  |  |  |  |  | Punti | Pos. |
| ---- | -------------- | ---------------- |  |  |  |  | - | --- | --- |  |  |  |  |  | ----- | ---- |
| 1960 | Fred Tuck Cars | Cooper T45 e T51 |  |  |  |  | 6 | Rit | Rit |  |  |  |  |  | 1     | 25º  |

| 1961 | Scuderia                                   | Vettura                      |    |  |     |     |     |  |  |  |  |  |  |  | Punti | Pos. |
| ---- | ------------------------------------------ | ---------------------------- | -- |  | --- | --- | --- |  |  |  |  |  |  |  | ----- | ---- |
| 1961 | Equipe Nationale Belge UDT Laystall Racing | Emeryson 61 Lotus 18 e 18/21 | NQ |  | Rit | Rit | Rit |  |  |  |  |  |  |  | 0     |      |

| 1962 | Scuderia               | Vettura              |  |  |   |  |  |    |  |  |  |  |  |  | Punti | Pos. |
| ---- | ---------------------- | -------------------- |  |  | - |  |  | -- |  |  |  |  |  |  | ----- | ---- |
| 1962 | Equipe Nationale Belge | Lotus 18/21 e ENB F1 |  |  | 9 |  |  | 16 |  |  |  |  |  |  | 0     |      |

| 1963 | Scuderia           | Vettura  |  |     |  |  |  |  |  |  |  |  |  |  | Punti | Pos. |
| ---- | ------------------ | -------- |  | --- |  |  |  |  |  |  |  |  |  |  | ----- | ---- |
| 1963 | Reg Parnell Racing | Lola Mk4 |  | Rit |  |  |  |  |  |  |  |  |  |  | 0     |      |

| 1965 | Scuderia            | Vettura |  |  |    |  |  |  |  |  |  |  |  |  | Punti | Pos. |
| ---- | ------------------- | ------- |  |  | -- |  |  |  |  |  |  |  |  |  | ----- | ---- |
| 1965 | Scuderia Centro Sud | BRM P57 |  |  | 12 |  |  |  |  |  |  |  |  |  | 0     |      |

| 1968 | Scuderia           | Vettura    |  |  |   |   |     |  |  |     |  |    |     |     | Punti | Pos. |
| ---- | ------------------ | ---------- |  |  | - | - | --- |  |  | --- |  | -- | --- | --- | ----- | ---- |
| 1968 | Cooper Car Company | Cooper T86 |  |  | 3 | 6 | Rit |  |  | Rit |  | NC | Rit | Rit | 5     | 17º  |

| Legenda | 1º posto     | 2º posto | 3º posto    | A punti         | Senza punti/Non class.  | Grassetto – Pole position Corsivo – Giro più veloce |
| Legenda | Squalificato | Ritirato | Non partito | Non qualificato | Solo prove/Terzo pilota | Grassetto – Pole position Corsivo – Giro più veloce |